# Forcipulatida
Ordre
Les Forcipulatida sont un ordre d'étoiles de mer (Asteroidea).

## Caractéristiques
Cet ordre regroupe de grandes étoiles charnues et souvent carnivores. Leurs plaques marginales sont quasiment invisibles, laissant peu de différence entre la partie orale et aborale des bras et du disque central. Les podia sont généralement arrangés en quatre rangées, sans disque de ventouse. Les pédicellaires sont de deux sortes, droits et croisés (ces derniers étant caractéristiques de cet ordre).
Cet ordre comportes 104 espèces, dont certaines des étoiles de mer les plus communes des côtes tempérées, comme Asterias rubens ou Pisaster ochraceus.

## Liste des familles
| Selon World Register of Marine Species (19 décembre 2013) : ... - famille Asteriidae Gray, 1840 -- 38 genres - famille Heliasteridae Viguier, 1878 -- 2 genres - famille Pedicellasteridae Perrier, 1884 -- 6 genres - famille Pycnopodiidae Fisher, 1928 -- 2 genres - famille Stichasteridae Gray, 1840 -- 8 genres - famille Zoroasteridae Sladen, 1889 -- 8 genres | Selon ITIS (19 décembre 2013) : - Asteriidae Gray, 1840 - Heliasteridae Viguier, 1878 - Zoroasteridae Sladen, 1889 |

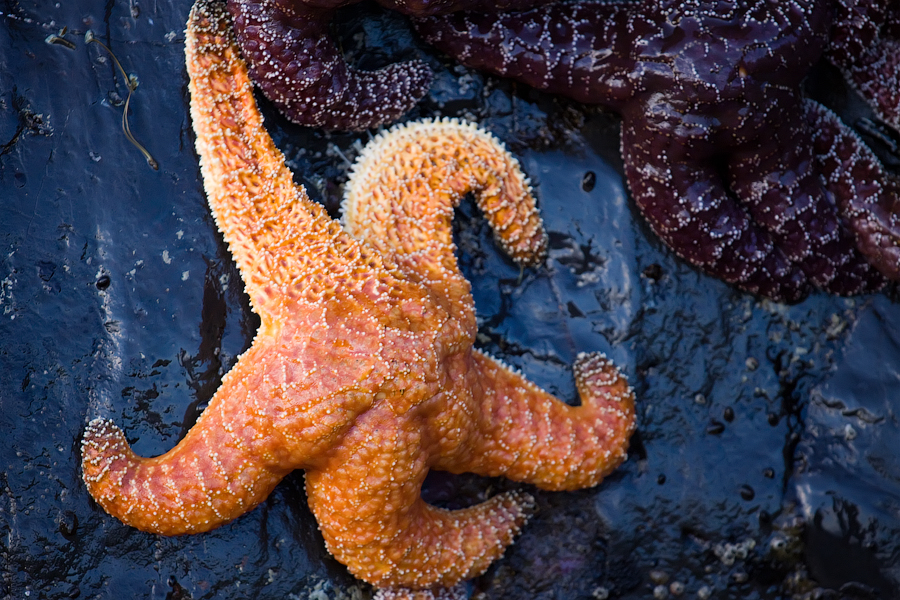
Pisaster ochraceus (Asteriidae)
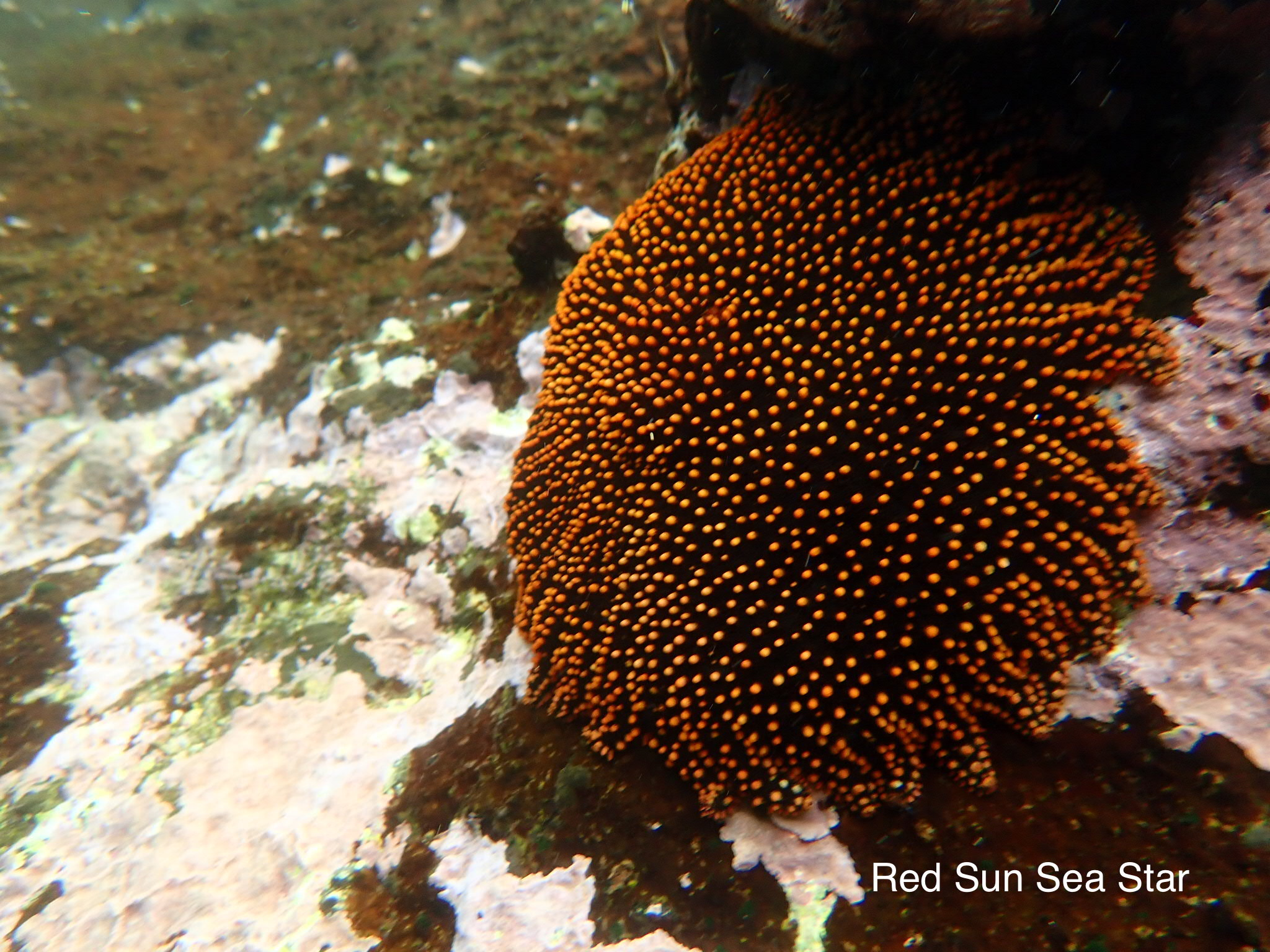
Heliaster cumingi (Heliasteridae)
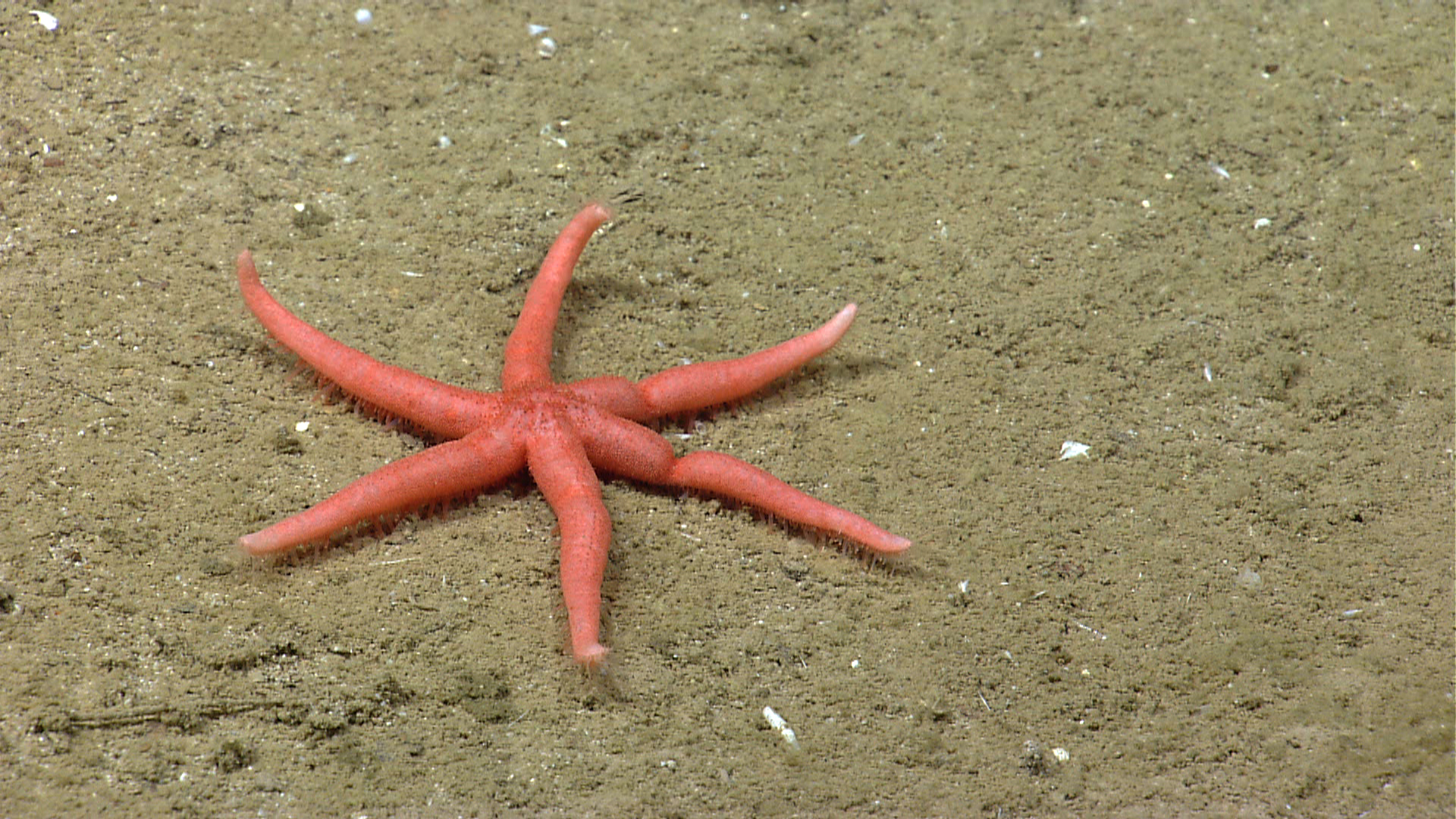
Ampheraster alaminos (Pedicellasteridae)
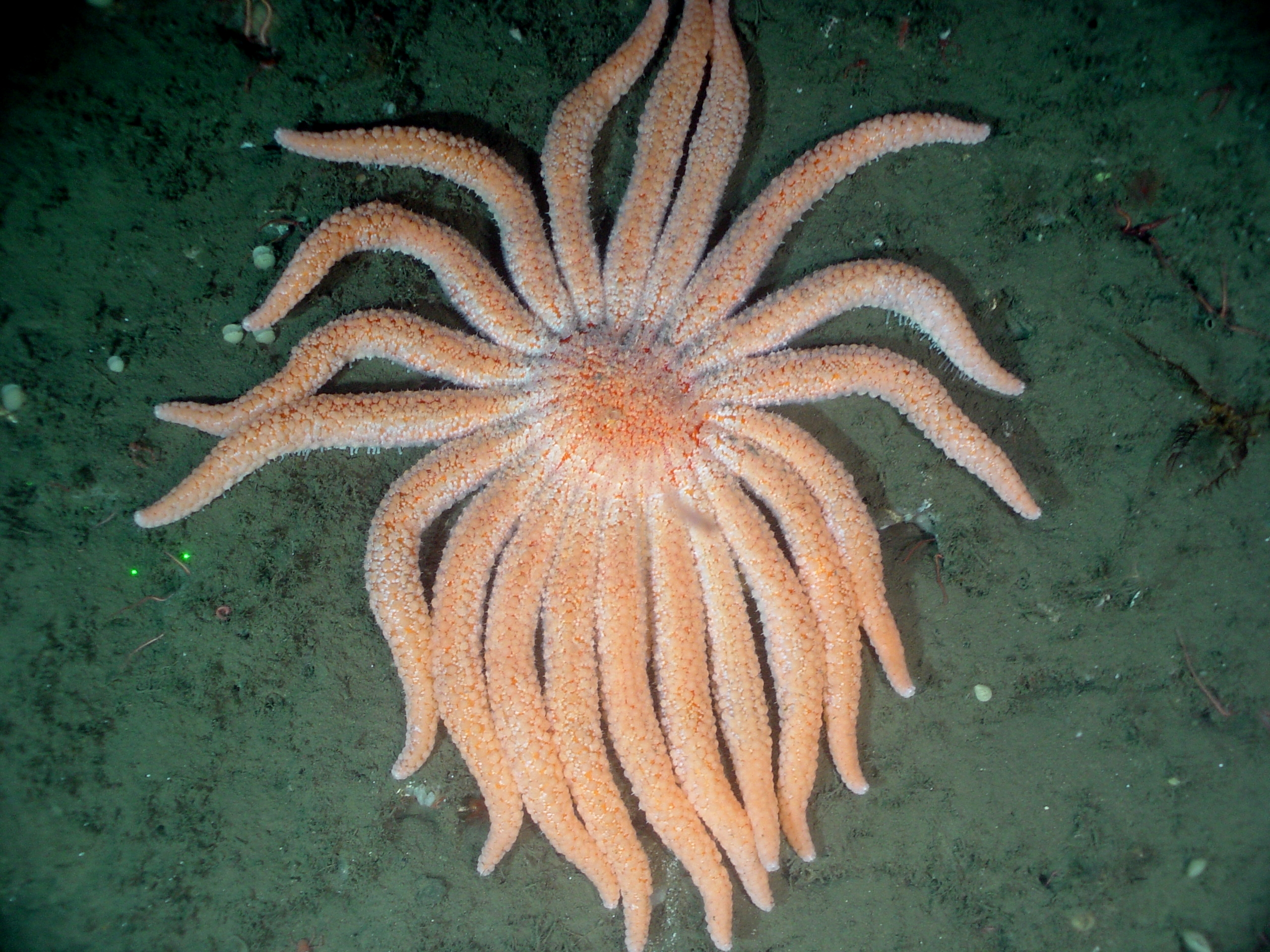
Pycnopodia helianthoides (Pycnopodiidae)
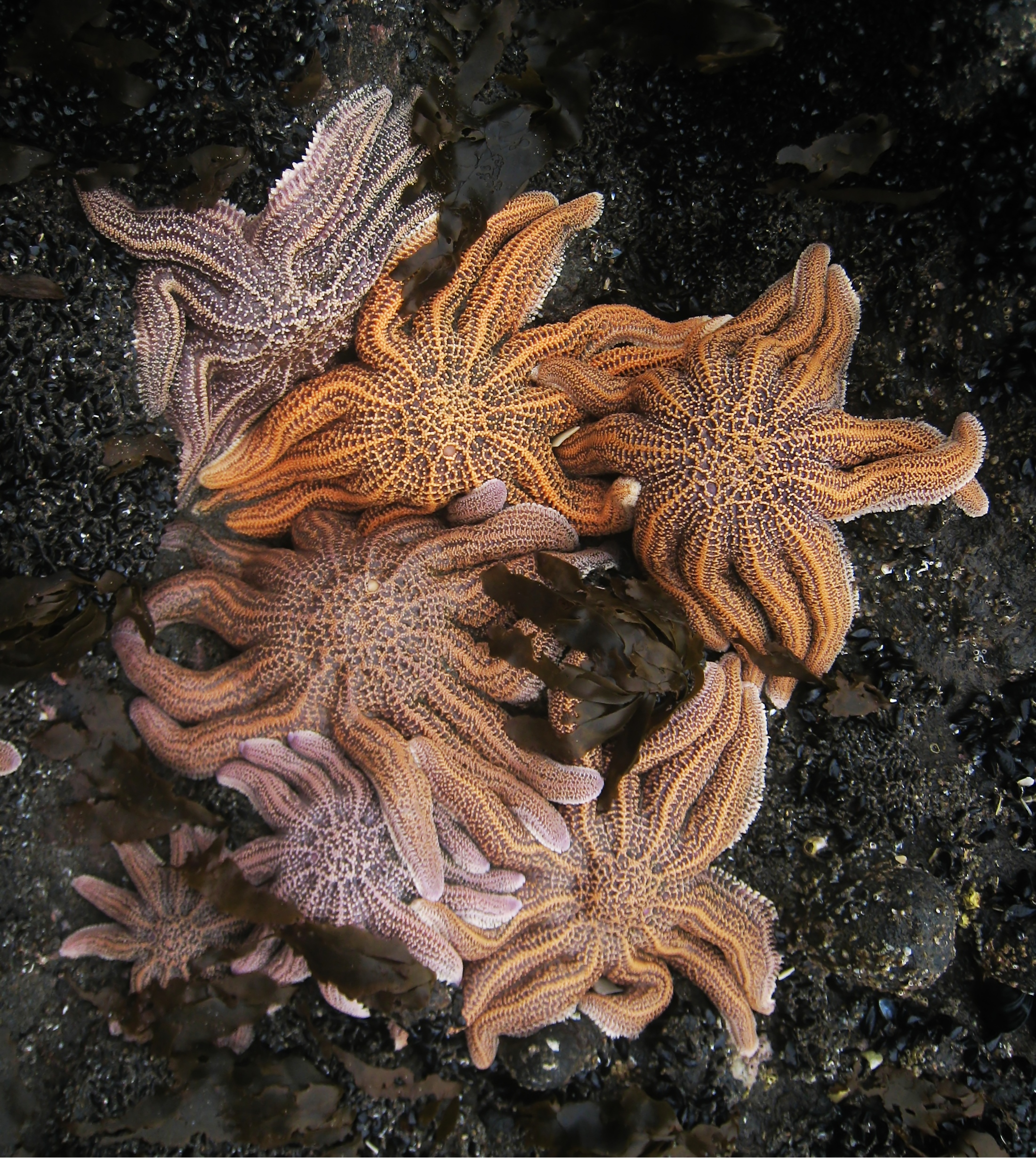
Stichaster australis (Stichasteridae)
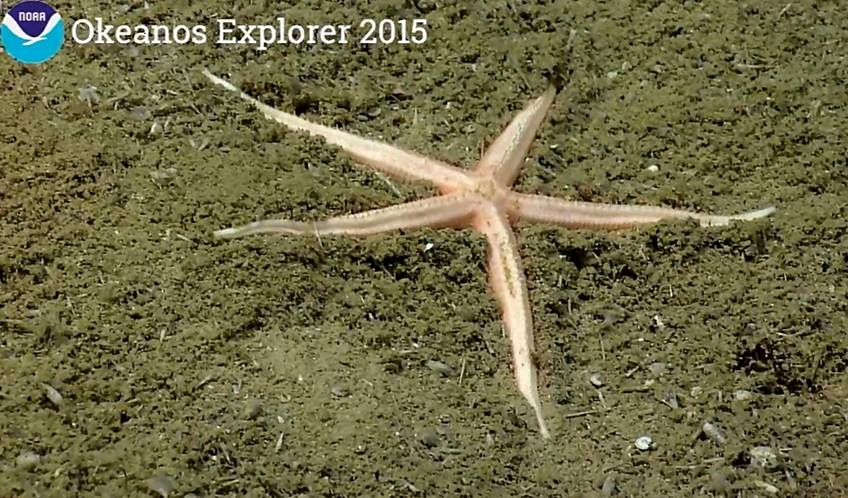
Zoroaster fulgens, une Zoroasteridae